# Benedykt Wojciech Lemański

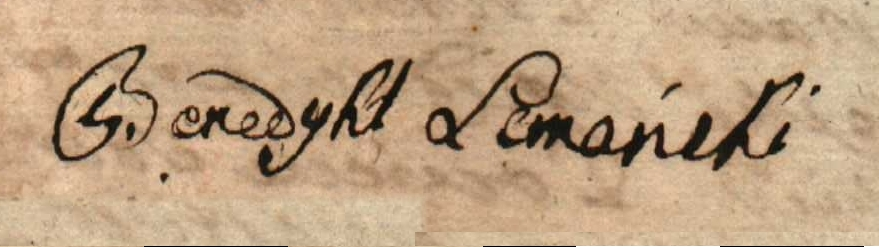
Podpis Benedykta Lemańskiego (1811)

Benedykt Wojciech Lemański herbu Bukowczyk (ur. 17 kwietnia 1784 w Buku koło Poznania, zm. 25 sierpnia 1856 w Zagórzu, obecnie Kłobuck) – od 1833 roku właściciel dóbr zagórskich, kłobuckich i pałacu w Zagórzu koło Kłobucka.

## Życiorys
Był synem bukowskiego burmistrza Kazimierza Lemańskiego i Joanny z Górskich. Jego młodszym bratem był Ludwik Bartłomiej Lemański. Benedykt ożenił się z panną Marianną Cecylią Przeździecka, córka Walentego i Salomei z Chociewskich, posesorów wsi Strzemboszewice w powiecie brzezińskim. Ślub został zawarty 16 listopada 1808 roku w kościele parafialnym w Brzezinach. Obszerny akt ślubu, sporządzony według zasad ówcześnie obowiązującego Kodeksu Napoleona, dokładnie określa pochodzenie pana młodego, imiona jego rodziców oraz nazwisko panieńskie matki.
Małżonkowie Lemańscy mieszkali początkowo w Bronowicach koło Brzezin. Tam urodził się ich pierworodny syn Ludwik Roch. W latach 1812–1814 rodzina mieszkała w Odrzywołku w powiecie grójeckim, następnie w Tczowie koło Radomia, a od około 1820 roku w Poczesnej koło Częstochowy. Benedykt wspólnie ze starszym bratem Janem, założył tam fabrykę sukna, podziwianą przez przyjezdnych dla zaradności krajowych przedsiębiorców. W styczniu 1833 roku kupił od hrabiego Pawła Haugwitza dwór zagórski wraz z częścią dóbr ziemskich miasta Kłobucka i okoliczne wsie: Zagórze, Zakrzew, Wręczyca Mała i Łobodno. Od tego czasu dobra kłobuckie były domeną Lemańskich. Benedykt Wojciech Lemański h. Bukowczyk został wylegitymowany ze szlachectwa w 1837 roku. Był sędzią pokoju okręgu częstochowskiego.
Benedykt i Marianna z Przeździeckich mieli jedenaścioro dzieci. Wspomnianego już Ludwika Rocha (1809), Genowefę Mariannę Emilię (1811). Karolinę (1813), Klemensa Andrzeja (1814), Mariannę Benedyktę (1816), Kazimierza Leonard (1817), Bolesława Gabriela (1819), Kamilę Joannę Kasyldę (1820), Edwarda Maksymiliana (1822), Wiktora (1824) i Hilarego Anastazego (1828). Czworo z nich zmarło w dzieciństwie.  Edward Maksymilian, Wiktor i Hilary Anastazy  zostali wymienieni w "Spisie Szlachty Królestwa Polskiego". Hilary zginął postrzelony na polowaniu 6 września 1850 roku. Do dziś w głębi lasu pod Zakrzewem koło Kłobucka, stoi 150-letni krzyż, na którym wyryto opis wydarzenia i datę jego postawienia. Edward Lemański, czarna owca w rodzinie, został powieszony przez powstańców 31 marca 1863 roku. Wiktor nie założył rodziny. Zmarł w Warszawie w 1888 roku. Córki Benedykta bardzo dobrze wyszły za mąż. Karolina za Hipolita Jordan-Stojowskiego h. Trąby, dziedzica Krasocina. Maria (Marianna Benedykta) za Piotra Steinkellera, jednego z pionierów przemysłu polskiego. Po jego śmierci wyszła za generała Christophe Michel Roguet, adiutanta Napoleona III, a po raz trzeci za markiza Louis Daniel de Sanzillon. Pobrali się w Paryżu w 1883 roku. Markiza Maria de Sanzillon z Lemańskich była założycielką istniejącej do dziś w Paryżu fundacji im. generała Roguet. Zmarła w 1895 roku w swoim zamku w Mensignac. Kamila zaś była wielką miłością Cypriana Kamila Norwida i jego narzeczoną w latach 1841-1844. Po zerwaniu zaręczyn z Norwidem, Kamila Lemańska wyszła za Czesława Biernackiego h. Poraj, a rozwiódłszy się z nim, za barona Karola de Maltzahn, pruskiego konsula generalnego we Francji za czasów Napoleona III. Zmarła w swojej willi w Baden-Baden w 1879 roku.
Benedykt Lemański h. Bukowczyk zmarł 25 sierpnia 1856 roku w Zagórzu. We wspomnieniu pośmiertnym opublikowanym w prasie warszawskiej napisano: "Dnia 25 sierpnia b.r. dotknięty kilko-letnią ciężką chorobą, zszedł z tego świata, we wsi Zagórzu powiecie Wieluńskim, ś.p. Benedykt Lemański, Sędzia Pokoju Okręgu Częstochowskiego. Potomek szlacheckiej, zasłużonej i od wieków w Prusach Zachodnich osiadłej rodziny de Guër-Lemańskich, syn Józefa, wyższego officera wojsk byłej Rzeczypospolitej Polskiej w słynnym pułku Raczyńskich (...)". Informacja o ojcu zmarłego nie odpowiada aktom metrykalnym dotyczącym zarówno Benedykta Lemańskiego, jak i jego brata Ludwika Bartłomieja.
Po śmierci Benedykta, jego syn Ludwik zamieszkały wówczas w Londynie, baronowa Kamila de Maltzahn z Lemańskich zamieszkała w Paryżu i Wiktor Lemański zamieszkały w Warszawie, sprzedali dobra kłobuckie hrabiemu Guido Henckel von Donnersmarck.